# Tall Bajdar
Tall Bajdar (arab. تل بيدر) – wieś w Syrii, w muhafazie Al-Hasaka. W 2004 roku liczyła 958 mieszkańców.